# Beaulon
Beaulon – miejscowość i gmina we Francji, w regionie Owernia-Rodan-Alpy, w departamencie Allier.

## Demografia
Według danych na rok 1990 gminę zamieszkiwały 1744 osoby, a gęstość zaludnienia wynosiła 27 osób/km². W styczniu 2015 r. Beaulon zamieszkiwało 1685 osób, przy gęstości zaludnienia wynoszącej 26,1 osób/km².